# Corps Nassovia Würzburg
Le Corps Nassovia Würzburg est une fraternité étudiante du Kösener Senioren-Convents-Verband (KSCV), la deuxième plus ancienne organisation faîtière d'associations étudiantes en Allemagne, en Autriche et en Suisse (fondée en 1848). Nassovia regroupe des étudiants et anciens étudiants de l'Université Jules-Maximilien de Wurtzbourg et, plus récemment, de l'Université des sciences appliquées de Wurtzbourg-Schweinfurt (de). Le corps est combattant et portant couleur (de). Ses membres sont appelés "Würzburg Nassauer".

## Couleur, devise, cercle
Nassovia porte les couleurs bleu-blanc-orange. Le ruban des membres du corps est bleu-blanc-orange avec une percussion argentée, celui des renards est bicolore orange-bleu. Une casquette orange est portée lors d'occasions particulières. La devise du Corps est : "Virtuti semper corona". Le cercle du Corps est formé d'un N entrelacé avec les lettres v, f et c : vivant fratres conjuncti Nassoviae.

## Blason du corps
Les armoiries du Corps sont constituées d'un écu divisé en quatre avec un écu en forme de cœur en son centre. D'un point de vue héraldique, on trouve à droite dans le champ supérieur deux raquettes croisées enlacées par la bande du Corps et les lettres G. U. N. pour la devise d'armes gladius ultor noster. A gauche, dans le champ supérieur, se trouve le lion ascendant de Nassau doré sur fond bleu avec ses sept bardeaux d'accompagnement ; à droite, dans le champ inférieur, les couleurs du Corps bleu-blanc-orange sont posées en biais ; à gauche, dans le champ inférieur, la date de fondation 1. I. 1836 est entourée d'une couronne de chêne. L'écusson en forme de cœur argenté porte le compas du Corps. Sur le bord de l'écu, la devise du Corps "virtuti semper corona" est inscrite en lettres d'or sur fond bleu.

## Objectif du corps
Le Corps Nassovia veut faire de ses membres des hommes de caractère, énergiques et fidèles à leur devoir, attachés à l'espace culturel allemand, sans être influencés par des orientations politiques, religieuses ou scientifiques. Il exige de ses membres qu'ils défendent leurs propres opinions et qu'ils fassent preuve de tolérance et de respect envers ceux qui pensent différemment. En s'intégrant volontairement à la communauté du Corps et en s'éduquant mutuellement, les jeunes frères du Corps doivent allier la joie à des études sérieuses, des intérêts intellectuels à des activités sportives. Le Corps exige de ses membres qu'ils étudient et terminent leur formation. Des conférences et des discussions doivent stimuler son intérêt et ses connaissances. Le Corps se réclame de l'escrime estudiantine et exige la maîtrise de la discipline.

## Histoire
Le corps est fondé le 1er janvier 1836 par le Nassauer Nolte de Göttingen et douze autres étudiants de Wurtzbourg, et est réuni le 4 juillet 1836 au Convent des anciens de Wurtzbourg. Dès le 6 juin 1836, il a reçu l'autorisation des autorités après présentation des statuts et de la liste des membres. Comme plusieurs membres actifs sont originaires de Nassau et de Hesse, la nouvelle association est appelée "Nassovia" et les couleurs du corps choisies sont celles de la maison d'Orange-Nassau (bleu-orange), élargies en ajoutant le blanc pour former le drapeau tricolore. En tant que premier corps d'armes de Wurtzbourg, Nassovia entretient dès sa création des relations étroites avec des corps d'autres universités allemandes et de Suisse. Cela permet aux anciens membres du Corps de devenir actifs dans un autre Corps. Cela signifie également un soutien mutuel entre les corps liés par l'amitié, ce qui s'est avéré particulièrement utile en temps de crise.

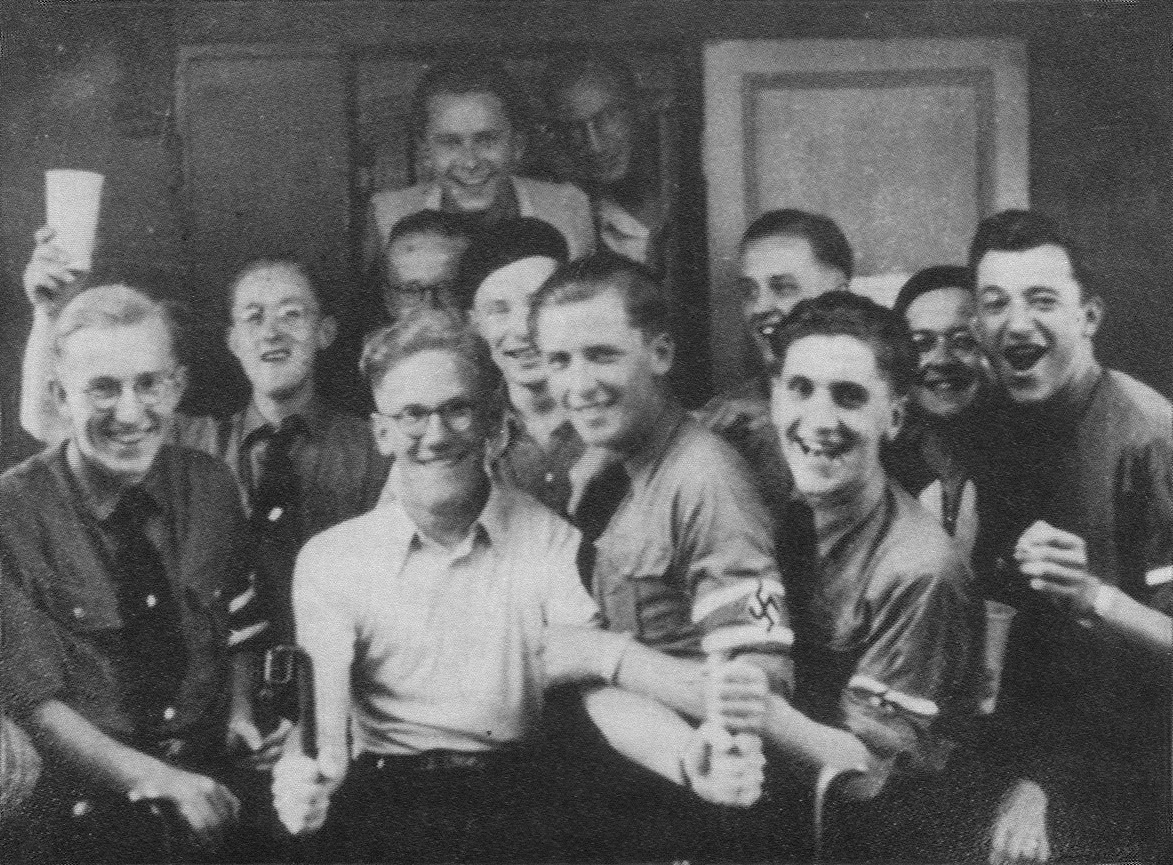
Camaraderie nationale-socialiste "Albert l'Ours" (1939)

En 1936, Nassovia doit être suspendue sur ordre du pouvoir national-socialiste. En 1938, cependant, un petit groupe d'étudiants de Wurtzbourg se forme dans la camaraderie "Albert l'Ours", qui est basée au Nassauerhaus, et continue la tradition de la Nassovia interdite. Après la guerre, ils reçoivent de l'association des anciens le Nassauerband (IdC) en reconnaissance et en remerciement. Après la reconstitution de l'association de la maison en 1949, la vie active dans le corps peut reprendre au semestre d'été 1951 avec le soutien des corps amis Hannovera Göttingen, Hasso-Nassovia, Franconia Tübingen (de) et Rhenania Heidelberg (de).
Au moyen d'un parrainage, Nassovia assure la pérennité du Corps Wisigothia Rostock pendant la période de division allemande après 1945, permettant ainsi la reconstitution du Wisigothia à Rostock après la réunification en 1991. En 2012, Nassovia fournit le porte-parole local du KSCV avec Matthias Stier.
En mars 2009, des membres de la Nassovia participent à la fondation du Corps Nassovia Budapest, le premier corps en Hongrie.

## Maison du corps

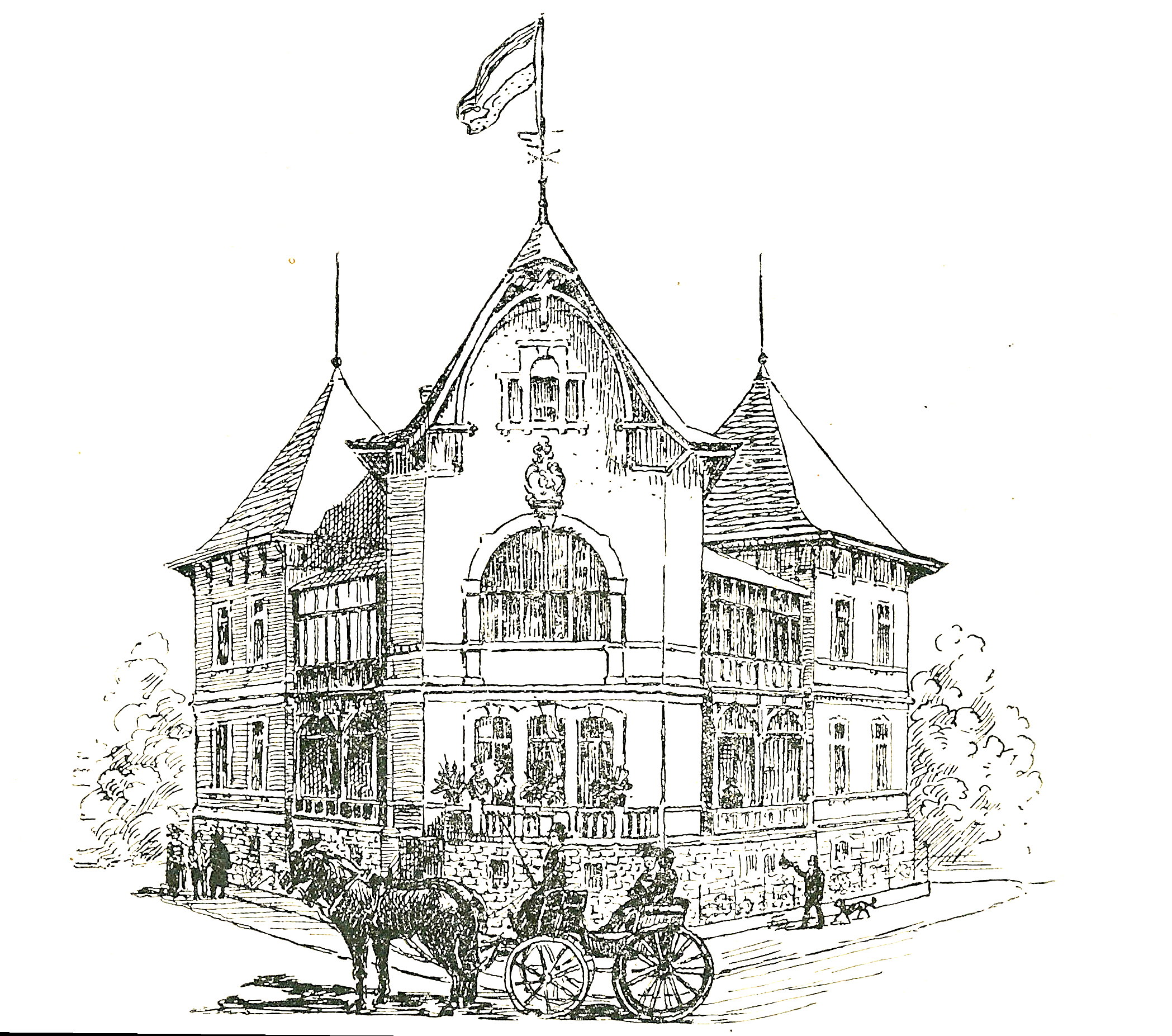
Ancien maison du corps à Schönleinstr. dix

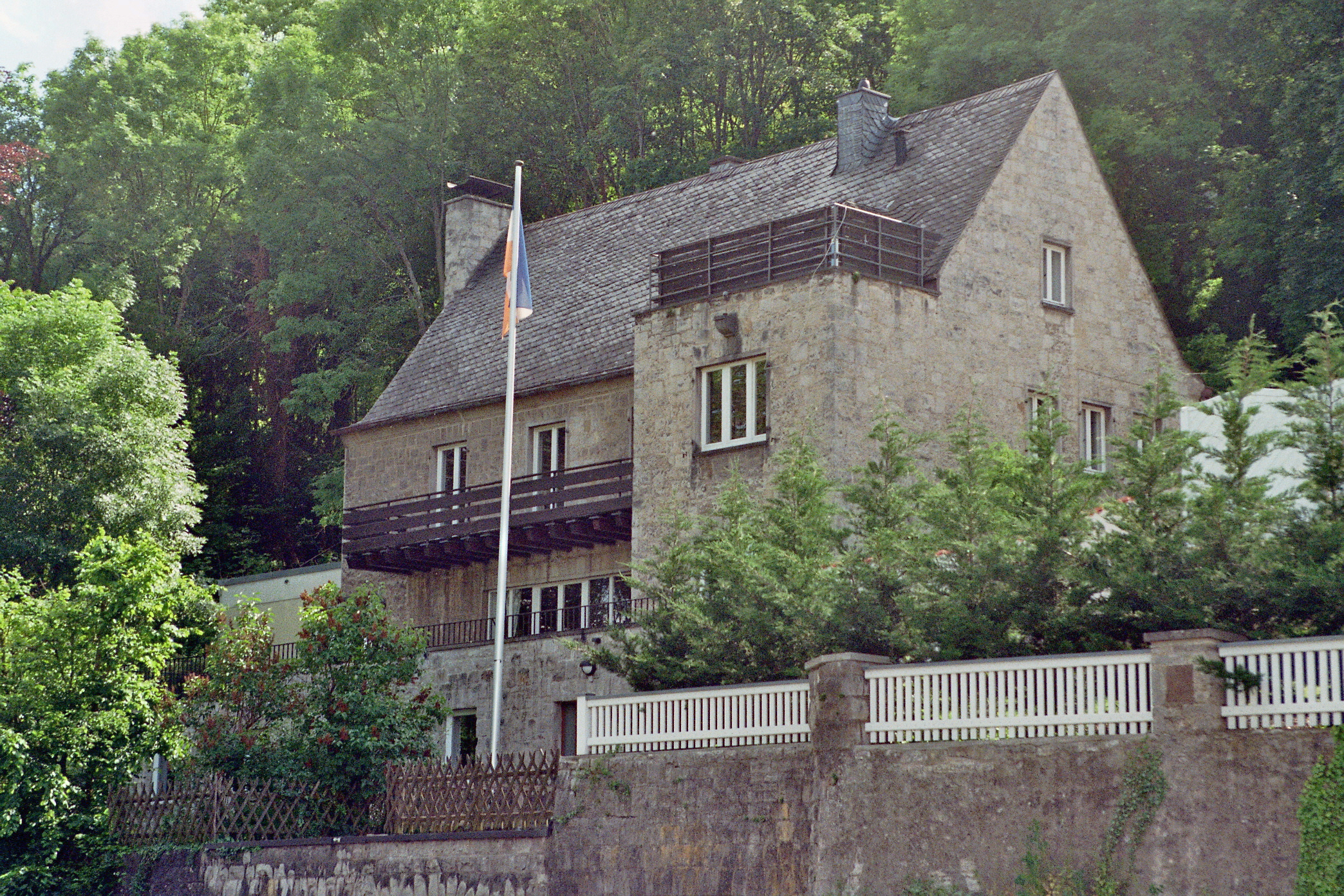
La maison du corps d'aujourd'hui de la Nassovia

La prestigieuse maison du corps de la Schönleinstrasse, construite en 1896 à l'occasion de la 60e fête de la fondation, est détruite lors du bombardement dévastateur de Wurtzbourg le 16 mars 1945. Après avoir loué une maison sur Neubergstraße entre-temps, la maison du corps actuelle sur Mergentheimer Straße 42 - construite dans les années 1930 - est emménagée en 1961 et adaptée à une utilisation active en ajoutant une clôture et une salle des fêtes.
Une nouvelle extension est construite vers 2013, qui comprend 5 chambres supplémentaires. Cela empêche la suspension toujours menaçante de Nassovia.

## Relations avec les autres corps
Nassovia n'appartient à aucun des "cercles" formés au sein de la KSCV à la fin du 19e siècle. Des relations de cartel existent avec Hannovera Göttingen (1855), Borussia Halle (1888/1836), Hasso-Nassovia Marburg (1889 "Cartel de fer"/1873/1859), Franconia Tübingen (de) (1904/1860), Normannia Berlin (1920/1857) et Palatia-Guestphalia Freiburg (de) (1976/1952 - dans la tradition avec Palatia Straßburg 1874). Il est ami avec les corps Rhenania Heidelberg (de) (1849), Silesia Breslau zu Frankfurt/Oder (de) (1875), Saxonia Leipzig (1956) et Hellas Vienna (1990/1980). Il existe une relation de parrainage entre Nassovia Würzburg et Wisigothia Rostock depuis 1954. Le Wisigothia est reconstituée à Rostock en 1991 après la réunification. En 2009, une relation de présentation est conclue avec le corps belge Flaminea Löwené.

## Membres notables (sélection)
Par ordre alphabétique

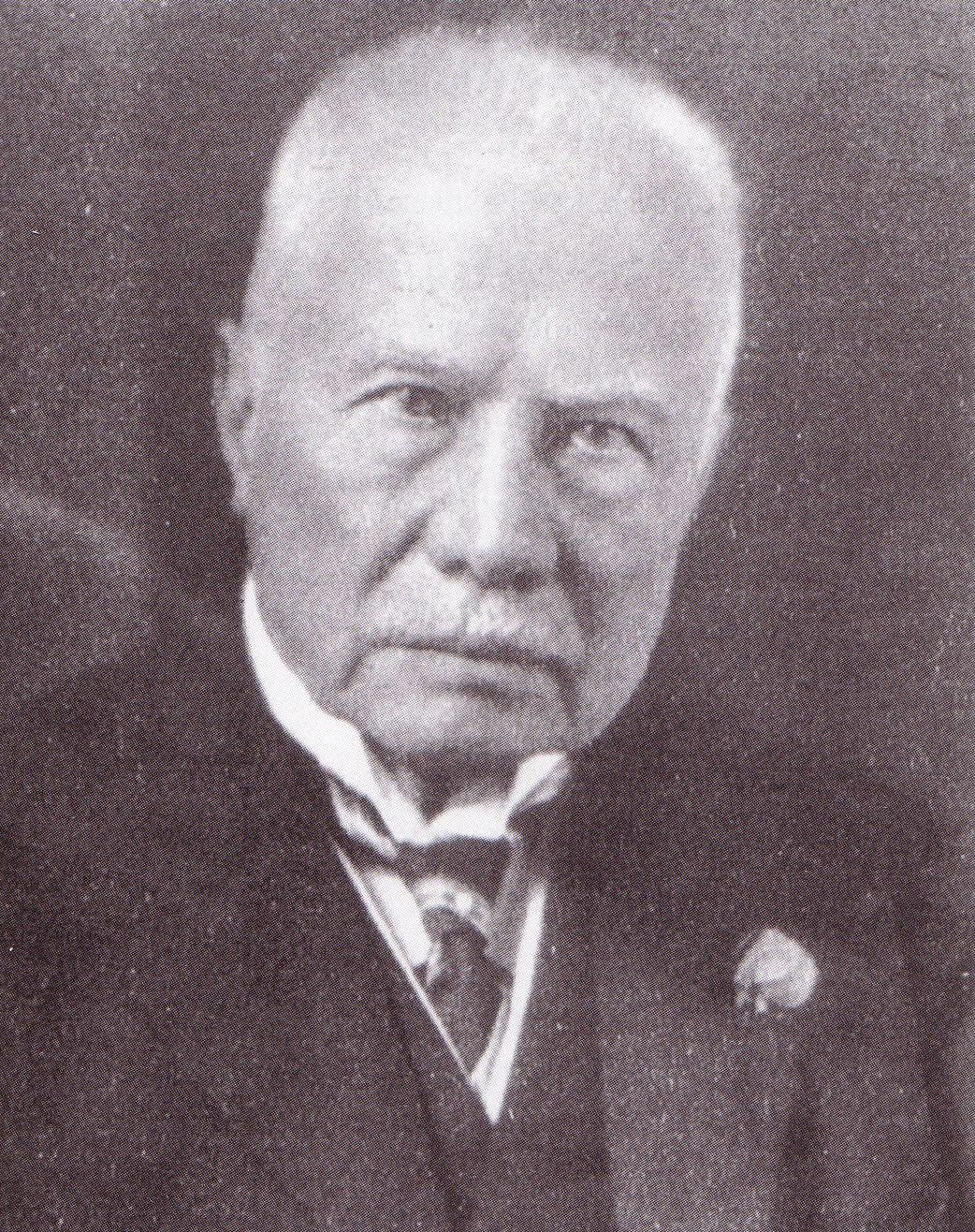
Herman Kummell

- Rudolf Berlin (de) (1833–1897), professeur d'ophtalmologie et recteur magnificus à Stuttgart
- Hinrich Bitter-Suermann (de) (né en 1940), chirurgien transplanteur germano-canadien
- Karl Heinrich von Boetticher (1833-1907), député du Reichstag, haut président de la province du Schleswig-Holstein et de la province de Saxe, adjoint général de Bismarck
- Georg Bracht (de) (1831–1881), juge de district, député de la Chambre des représentants de Prusse
- Anton Bruggisser (de) (1835-1905), médecin et homme politique suisse
- Emil Burckhardt-De Bary (de) (1853-1905), urologue, associé professeur à Bâle
- Julius Friedrich Cohnheim (de) (1839-1884), professeur de pathologie à Kiel, Breslau et Leipzig
- Emil Cordes (de) (1829-1900), médecin
- Axel Döhn (de) (vers 1843-1909), administrateur de l'arrondissement de Preußisch Stargard (de) et de l'arrondissement de Dirschau (de)
- Friedrich Falk (de) (1840–1893), professeur de médecine légale et d'hygiène à Berlin
- Hans Fehr (de) (1874–1961), professeur de droit allemand à Iéna, Halle, Heidelberg et Berne, membre honoraire du corps
- Gustav Fink (de) (1854-1933), maire et citoyen d'honneur de Hanovre, député de la Chambre des représentants de Prusse
- Ernst Fürstenheim (de) (1836-1904), urologue
- Carl Fürstner (de) (1848-1906), neurologue et psychiatre
- Theodor Gies (de) (1845-1912), professeur de chirurgie à l'Université de Rostock
- Richard Greeff (de) (1829–1892), professeur de zoologie et d'anatomie comparée à Marbourg, recteur
- Josef von Hirsch (de) (1831–1920), employé de la banque Hirsch de son père, membre honoraire du Corps
- Adolf Grubenmann (de) (1840–1929) homme politique et médecin suisse
- Ernst Hein (de) (1887–1950), avocat administratif allemand et fonctionnaire municipal
- Theodor Heynemann (de) (1878–1951), professeur de gynécologie à Hambourg
- Eduard Hitzig (1838-1907), professeur de psychiatrie à Halle
- Curt Hoff (de) (1888–1950), député du Reichstag
- Werner Hollmann (de) (1900-1987), interniste à Potsdam
- Hermann Immermann (de) (1838–1899), professeur ordinaire à Bâle
- Friedrich-Wilhelm Koch (de) (1913-1995), chirurgien et médecin-chef
- Hermann Koechling (de) (1867-1936), avocat et notaire, président de la société civile de Bochum Harmonie
- Hermann Kümmell (de) (1852–1937), professeur de chirurgie, premier doyen de la faculté de médecine de Hambourg
- Hermann Loerbroks (de) (1883–1954), procureur général à Berlin
- Hans Lubinus (de) (1893-1973), chirurgien, marin, olympien
- Johann Lubinus (de) (1865–1937), fondateur de la première clinique orthopédique de Kiel
- Emil Mannkopff (de) (1836-1918), interniste à Marbourg
- Friedrich Martin (de) (vers 1821-1868), huissier du bureau de Königstein, administrateur
- Alfred Richard Meyer (de) (1882–1956), rédacteur en chef, écrivain et éditeur
- Gustav Nachtigal (1834–1885), commissaire du Reich pour l'Afrique de l'Ouest, président de la Société germano-africaine et de la Société de géographie
- August Pfeiffer (de) (1848-1919), médecin et bactériologiste
- Moritz Pistor (de) (1835-1924), médecin-chef secret, chargé de cours au ministère prussien de l'éducation
- Richard Pott (de) (1844-1903), pédiatre
- Franz Preuschen von Liebenstein (de) (1845-1908), gynécologue
- Wilhelm Scheffer (de) (1844–1898), député du Reichstag, administrateur de l'arrondissement d'Ahaus (de) et de l'arrondissement de Schlochau
- Karl Schroeder (de) (1838–1887), 1862 président de l'oKC, professeur de gynécologie et d'obstétrique
- Albert Voß (de) (1837-1906), préhistorien
- Rudolf Wahrendorff (de) (1864-1932), psychiatre
- Robert Wanke (de) (1896–1962), chirurgien, professeur à Kiel
- Ulrich von Witten (de) (1926-2015), directeur général de la ville de Celle